# Związek frazeologiczny
Związek frazeologiczny, frazeologizm – ustabilizowane w danym języku połączenie wyrazów, całkowicie lub częściowo zleksykalizowane, którego znaczenie jest zazwyczaj odmienne od tego, które wynikałoby ze znaczeń poszczególnych wyrazów składających się na związek.
Terminy bliskoznaczne wobec terminów „frazeologizm” i „związek frazeologiczny” to m.in. „idiom” i „frazem”, przy czym szczegóły definicji różnią się w zależności od tradycji językowej i podejścia klasyfikacyjnego. Szeroko rozumiany frazeologizm to kategoria nadrzędna wobec idiomu, obejmująca zarówno związki frazeologiczne luźne i łączliwe (dopuszczające pewną swobodę wymiany składników, o znaczeniu wynikającym ze znaczeń składników), jak i związki frazeologiczne stałe, zwane idiomami (silnie zespolone; o znaczeniu przenośnym, nieodpowiadającym znaczeniu poszczególnych składników). Utarte wyrażenia (o znacznej łączliwości elementów), których całościowy sens można wywieść ze znaczeń poszczególnych członów, są zwane kolokacjami. Czasem frazeologizmy utożsamia się z idiomami. W tekstach anglojęzycznych termin „idiom” często służy jako ogólny termin określający składniowo złożone, utrwalone w języku wyrażenia, o różnym stopniu leksykalizacji i różnym charakterze związku znaczeniowego między składnikami a sensem całego połączenia.
Termin „frazem” również określa pewne utarte w języku połączenia wyrazowe; pojęcie to bywa rozumiane w sensie ogólnym, wówczas obejmuje wszelkie tego typu połączenia, o różnych cechach. Terminy „frazeologizm” i „frazem” bywają traktowane jako synonimiczne. Według jednego z ujęć frazemy to wszelkie połączenia wyrazowe, które są odtwarzane przez użytkownika języka z pamięci (nie zaś składane w czasie mówienia), w tym całostki typu dzień dobry, mówi się trudno. Znana jest też definicja, zgodnie z którą frazemy to takie frazeologizmy, których sens nie wykracza poza zakres znaczeniowy członu semantycznie dominującego, przy czym znaczenie całego połączenia wykazuje cechę nieregularności (np. złodziej kieszonkowy, czarna rozpacz).
Niekiedy w zakres badawczy frazeologii włącza się również paremie (w tym przysłowia). Pod pewnymi względami paremie są bliskie związkom frazeologicznym (ich wspólne cechy to: stabilność, ekspresywność, często obrazowość znaczeniowa), choć odróżniają się swoimi cechami tekstowymi. Różnice między paremiami a frazeologizmami są związane z ich różnymi drogami rozwoju i odmiennymi zakresami funkcjonowania w obiegu językowym.
Frazeologizmy mają różne cechy stylistyczne (istnieją frazeologizmy książkowe, potoczne); mogą mieć charakter rodzimy lub zapożyczony.
Ogół frazeologizmów w języku tworzy jego frazeologię; frazeologia to także dział językoznawstwa, którego przedmiotem są takie połączenia wyrazowe. Proces powstania frazeologizmów jest zwany frazeologizacją.

## Klasyfikacje
Znane są różne propozycje klasyfikacji frazeologizmów, uzależnione od tradycji lingwistycznej; istnieją też rozmaite sposoby odróżniania tego pojęcia od pojęć pokrewnych: idiomów, kolokacji czy frazemów. Popularnie w odniesieniu do związków frazeologicznych używa się również innych określeń, np. „powiedzenie”, „zwrot”, „wyrażenie” (bez ścisłego rozróżnienia terminologicznego). Poza terminami „frazeologizm” i „związek frazeologiczny” wymiennie bywają używane terminy: „zwrot frazeologiczny”, „jednostka frazeologiczna”, „wyrażenie frazeologiczne”.

### Na gruncie polskim

#### Klasyfikacja klasyczna Stanisława Skorupki
W językoznawstwie polskim frazeologizmy były klasyfikowane według różnych kryteriów. Najbardziej popularna jest teoria, którą wprowadził Stanisław Skorupka. Koncepcja ta każe kategoryzować frazeologizmy ze względu na charakter gramatyczny (klasyfikacja gramatyczna, inaczej formalna) i ze względu na rodzaj zespolenia (klasyfikacja semantyczna, inaczej funkcjonalna).
Ze względów gramatycznych teoria ta wyróżnia trzy typy związków frazeologicznych:
- wyrażenie – ośrodkiem jest zwykle rzeczownik, przymiotnik, imiesłów przymiotnikowy, przysłówek – przykład: dużo opadów, czerwone i czarne
- fraza – są to zdania, które mają charakter mniej lub bardziej utarty, są często powtarzane i są silnie zespolone znaczeniowo. Są to związki mające postać zdania lub równoważnika zdania. Do fraz zalicza się przysłowia, maksymy, sentencje.
- zwrot – ośrodkiem jest tutaj czasownik lub imiesłów przysłówkowy – przykłady: kochać kogoś na zabój, biorąc pod uwagę.

Ze względu na stopień zespolenia znaczeniowego związki frazeologiczne dzieli się na:
- luźne – każdy człon zachowuje swoje znaczenie. Są to połączenia wyrazowe, których znaczenie jest wypadkową znaczeń składników i których składniki możemy zmieniać zależnie od treści tego, co chcemy za ich pomocą wyrazić, np. drewniany dom.
- stałe – związki, których składniki nie mogą ulegać zmianie, bo zmieni się ich treść, np. drzeć z kimś koty, patrzeć przez różowe okulary.
- łączliwe – połączenia wyrazowe, których składniki są w silnym stopniu powiązane znaczeniowo. Są to połączenia bardziej utarte, niż połączenia luźne, ale jeszcze nie zawierające składników o zatartym znaczeniu; o łączliwości decyduje częstość jego użycia oraz bliższa łączność treściowa składników, niż w związkach luźnych, np. dobić targu.

#### Klasyfikacja typologiczna Andrzeja Marii Lewickiego
Wg Andrzeja Marii Lewickiego z podziałem na pięć składniowych typów frazeologizmów i dwa typy funkcjonowania ich znaczeń:
1. Frazy, które mogą być używane jako kompletne zdania i do takiej funkcji nie wymagają uzupełnień. Mogą także wchodzić w skład dłuższego tekstu albo stanowić replikę w dialogu. Na przykład: Wyszło szydło z worka. Ręce opadają. Na dwoje babka wróżyła. Jak sądzisz, zdążymy na pociąg?
2. Zwroty, które pełnią funkcję czasowników. Aby utworzyć zdanie, trzeba je uzupełnić składnikiem typu rzeczownikowego, który określi, do kogo lub czego frazeologizm się odnosi. Na przykład: trząść się jak galareta – ktoś trzęsie się jak galareta. Akcje idą w górę – czyjeś, czegoś akcje idą w górę. Niektóre zwroty nie zawierają czasownika, ale pełnią funkcję czasownikową. Na przykład: ktoś, coś w krzyk; ktoś w płacz.
3. Wyrażenia rzeczownikowe, które pełnią funkcję rzeczowników. Na przykład: biały kruk, twardy orzech do zgryzienia, ni to ni sio, kula u nogi, kukułcze jajo, pies ogrodnika.
4. Wyrażenia określające, które określają rzeczowniki, czasowniki, przymiotniki i przysłówki. Na przykład: jaki taki, pierwszy lepszy, z krwi i kości, z duszą na ramieniu, krótko i węzłowato, na chybcika, (cicho) jak makiem zasiał, jak z krzyża zdjęty.
5. Wskaźniki frazeologiczne, które pełnią funkcje pomocnicze (1) przyimków, (2) spójników i (3) partykuł. Na przykład: (1) w związku z czymś; w ramach czegoś; (2) albo... albo...; o tyle... o ile...; (3) że też; też mi coś; rzecz jasna; otóż to.

Ze względu na sposób funkcjonowania znaczenia frazeologizmy dzielą się na:
1. idiomy, związki idiomatyczne – frazeologizmy o nienaruszalnym składzie, których znaczenie jest zupełnie inne, niż wynika ze znaczeń każdego ze składników i z sumy tych znaczeń. Na przykład: parszywa owca, łacina kuchenna, trącić myszką.
2. frazemy, połączenia frazeologiczne (związki łączliwe) – utrwalone połączenia, których sens mieści się w zakresie znaczenia wyrazu nadrzędnego. Na przykład: gniew ogarnia, dokonywać włamania.

Przysłowia według tej klasyfikacji nie należą do frazeologizmów; są to odrębne, gotowe teksty.
Zestawienia (terminy, np. kwas siarkowy, spółgłoska wargowa, rzeczowniki wielowyrazowe typu samochód ciężarowy, płatki owsiane i publicystyczne połączenia typu polityka fiskalna, władza państwowa) znajdują się na pograniczu frazeologii.

#### Klasyfikacja funkcjonalna Piotra Müldnera-Nieckowskiego
Wg Piotra Müldnera-Nieckowskiego z podziałem na trzy typy mechanizmu tworzenia się związków frazeologicznych:
1. otwarte – autonomiczne znaczeniowo zespoły wyrazów, które przyjmują ostateczną postać na podstawie wzorców słownikowych, a wśród nich:
- odtworzone, powstające przez podstawienie składników wskaźnikowych wzorca (tłumy walą do kina; na ulicy woda wali do kanału; zamknij okno, bo mróz wali do środka).
- przekształcone, powstające przez zastąpienie składnika wymiennego innym wyrazem. Np. akcja (powieści, utworu, filmu itp.) rozwija się.
- złożone, łączą cechy odtworzonych i przekształconych. Np. («czyjeś», «czegoś») akcje (idą w górę, rosną, spadają)

2. zamknięte – autonomiczne znaczeniowo zespoły wyrazów, pozbawione elementów otwartych i nie są produktami języka, lecz jednostkami słownikowymi, zwykle idiomy lub wyrażenia i zwroty przyimkowe. Zawierają co najmniej dwa wyrazy. Na przykład frazemy: uśmiech radości, wzięty lekarz, film schodzi z ekranów; idiomy: biały kruk, czarny koń, gorąca linia, wyszło szydło z worka, ręce opadają, na dwoje babka wróżyła; formy pośrednie (frazemy/idiomy): jeden z drugim, jak już to już. Mają zawsze tę samą budowę, ale ich składniki mogą być przestawiane lub niekiedy rozdzielane innymi słowami. Mogą być składnikiem stałym frazeologizmów otwartych. Na przykład w zwrocie (robić «coś») na chybcika występuje składnik stały na chybcika, będący frazeologizmem zamkniętym.
Do szczególnych postaci frazeologizmów należą związki wyrazowe, czasowo zaliczane do pogranicza otwartych i zamkniętych:
- frazeologizmy środowiskowe, np. sportowe: gol do własnej bramki.
- slogany, np. cukier krzepi, Lotem bliżej.

3. formalne – krótkie, wielowyrazowe wypowiedzenia, mające tylko jedno znaczenie i tylko jedną, stałą postać ze względu na szczególną funkcję:
- komendy (wojskowe na prawo patrz, okrętowe maszyny stop) i komunikaty dyrektywne (motoryzacyjne droga wolna),
- terminy, połączenia wyrazowe o ustalonym znaczeniu, używane w określonych dziedzinach działalności zawodowej albo społecznej i umożliwiające dokładne porozumiewanie się bez konieczności szczegółowego opisywania, o co chodzi. Należą do nich miana jednoznacznie określające rzeczy i pojęcia, oraz nazwy czynności. Np. głowa przyśrodkowa mięśnia czworogłowego uda, moment pędu, ruch jednostajnie przyspieszony, związek frazeologiczny, zaimek przymiotny, wnioskowanie przez analogię.

#### Dopełnienie
W pracach powstałych w latach dziewięćdziesiątych XX wieku rozróżniano trzy rodzaje związków wyrazowych:
- frazeologizmy (rozumiane jako idiomy)
- kolokacje (inaczej frazemy)
- wolne związki wyrazowe (czyli doraźne połączenia słów).

Przykłady idiomów: nabić kogoś w butelkę, pójść po rozum do głowy, wychodzić przed orkiestrę, wywiesić białą flagę.
Przykłady kolokacji: wierutne kłamstwo, kardynalny błąd, wykonać unik, popełnić wykroczenie.
Podział frazeologizmów na idiomy i kolokacje jest nieostry, gdyż niekiedy trudno jest ustalić, czy znaczenie wynikowe danego wyrażenia, zwrotu lub frazy jest sumą znaczeń poszczególnych słów. Równie kłopotliwe bywa określenie, czy dany związek wyrazowy ma charakter utarty (wówczas stanowi on kolokację), czy doraźny (wtedy jest to zwykły tzw. produkt języka). Jeszcze innym problemem jest brak jednolitej terminologii w tym zakresie.
Do związków frazeologicznych zaliczane mogą być także przysłowia, porzekadła, porównania i aforyzmy (inaczej maksymy lub sentencje).

### Na gruncie czeskim
František Čermák stwierdza, że przy analizie cech formalnych używa się terminu „frazem”, z kolei w przypadku analizy semantycznej uzasadniony jest termin „idiom”. Pod obydwoma pojęciami rozumie się unikatowe, ustalone połączenie dwóch lub więcej składników, z których przynajmniej jeden nie funkcjonuje w ten sam sposób w innych kombinacjach językowych, lecz występuje w danej funkcji tylko w jednym wyrażeniu lub, co najwyżej, w kilku wyrażeniach.
Wyróżnia się frazemy leksykalne (cz. lexikální frazémy; należące do płaszczyzny morfemicznej, będące jednowyrazowymi leksemami) oraz kolokacyjne (cz. kolokační frazémy; tradycyjne, pełniące funkcję kolokacji).

### Na gruncie słowackim
W Encyklopédii jazykovedy pod redakcją Jozefa Mistríka zawarto podział frazeologizmów według kilku kryteriów.
Ze względów semantycznych:
- zrosty frazeologiczne (idiomy; słow. frazeologické zrasty, frazeologicke zrasteniny, idiómy), których znaczenie nie wynika ze znaczeń poszczególnych składników;
- całostki frazeologiczne (słow. frazeologické celky), które zachowują pewien związek znaczeniowy z sensem poszczególnych składników, np. trzymać język za zębami (słow. držať jazyk za zubami).

Za oddzielny rodzaj frazemów uznaje się połączenia frazeologiczne (słow. frazeologické spojenia), które zawierają zarówno element o charakterze frazeologicznym, jak i element rozumiany bezpośrednio (np. ślepa ulica, słow. slepá ulica). Wyróżnia się również wyrażenia frazeologiczne (słow. frazeologické výrazy), których poszczególne składniki występują w znaczeniu niemetaforycznym, ale w połączeniu charakteryzują się takimi cechami jak łączliwość i ekspresywność (np. nie wszystko złoto, co się świeci; słow. nie je všetko zlato, čo sa blyští), a także takie frazeologizmy, które mają znaczenie dosłowne i metaforyczne (tzw. frazeologické združeniny), będące językowymi wyrażeniami gestów (np. machnąć ręką, słow. mávnuť rukou).
Ze względów konstrukcyjnych:
- frazy (słow. frázy), czyli jednostki o strukturze zdaniowej, w tym przysłowia i porzekadła;
- zwroty (słow. zvraty), których ośrodkiem jest czasownik;
- wyrażenia (słow. výrazy, úslovia), które mają charakter nominalny;
- frazemy minimalne (słow. minimálne frazémy), które składają się z jednego słowa synsemantycznego i jednego wyrazu autosemantycznego.

Ze względu na poziom utrwalenia:
- petryfikowane, czyli jednostki ściśle utrwalone w pewnej postaci, nietolerujące zmian (np. z roku na rok);
- jednostki z różnymi formami paradygmatycznymi (np. ťahať za niekoho horúce gaštany z ohňa, odmiana przez osoby: táhať… — táhám… — táháš… — táhajú… itp.);
- frazemy wariantywne.

Frazemy dzieli się również pod względem stylistycznym i etymologicznym.

### Na gruncie niemieckojęzycznym
W językoznawstwie niemieckim badania nad frazeologizmami rozpoczęły się dosyć późno, gdyż dopiero w latach 70. XX wieku. Do znanych autorów należą m.in.: Wolfgang Fleischer, Peter Kühn, Barbara Wotjak, Christine Palm. Wczesne propozycje klasyfikacji związków frazeologiznych opierały się na trzech kryteriach: 1) kryterium morfosyntaktyczne: frazeologizmy czasownikowe (np. den Mund halten), rzeczownikowe (np. bessere Hälfte), przymiotnikowe (frisch gebacken), przysłówkowe (np. im Handumdrehen) itd. 2) kryterium semantyczne: frazeologizmy idiomatyczne, częściowo idiomatyczne, nieidiomatyczne – do tych ostatnich zostały zaliczone kolokacje), 3) frazeologizmy pragmatyczne (komunikacyjne) używane w określonych sytuacjach komunikacyjnych (Guten Tag!). Szwajcarski lingwista Harald Burger (2010, jego pierwsze prace ukazały się w roku 1973) wyróżnia trzy główne grupy  związków frazeologicznych: 1) frazeologizmy referencyjne (referentielle Phraseologismen) – odnoszą się do rzeczywistości pozajęzykowej, do faktów, procesów itp. Są to frazeologizmy nominacyjne – mające funkcję elementu składowego zdania (np. schwarzes Brett, jdn. übers Ohr hauen) i frazeologizmy propozycjonalne (propositionale Phraseologismen) mające funkcję  całego zdania lub tekstu (np. jmdm. reißt der Geduldsfaden); 2) frazeologizmy strukturalne (np. in Bezug auf). Odpowiada to „wskaźnikom frazeologicznym” A.M. Lewickiego (por. bibliografia poniżej).  Wyróżnienie tej klasy jest dosyć kontrowersyjne, gdyż  np. sowohl als auch to złożony spójnik (pojedynczy wyraz, a nie grupa wyrazowa) – nie spełnia więc warunku polileksykalności. 3) frazeologizmy komunikacyjne (pragmatyczne). Do frazeologizmów zalicza Burger również przysłowia, tymczasem te ostatnie jako mikroteksty traktowane są zwykle oddzielnie. Ponadto w literaturze germanistycznej wyróżniane są specjalne klasy frazeologizmów, jak formy bliźniacze (Zwillingsformeln), np. Schulter an Schulter, nach und nach, porównania frazeologiczne (komparative Phraseologismen): dumm wie ein Bohnenstroh, skrzydlate słowa, frazeologizmy autorskie.
Polski germanista Ryszard Lipczuk, mówiąc o wąskim (związki idiomatyczne) i szerokim ujęciu związków frazeologicznych, opowiada się za umiarkowanie szerokim ujęciem, jednak z wyłączeniem tzw. frazeologizmów strukturalnych i tzw. frazeologizmów jednowyrazowych (Einwortidiome, jak Achillesferse). Te ostatnie nie spełniają bowiem kryterium polileksykalności. Jednak niektórzy polscy germaniści uznają  jednowyrazowe konstrukcje idiomatyczne (np. bärenstark – silny jak niedźwiedź, Augiasstall – stajnia  Augiasza) za przedmiot badań frazeologicznych.
Obszerne omówienie badań nad frazeologizmami i klasyfikację związków frazeologicznych znajdujemy w monografiach Elżbiety Dziurewicz, Barbary Komendy-Earle, Anny Sulikowskiej.

## Etymologia
Niektóre stałe związki frazeologiczne mają swoje korzenie w:
- Biblii (np. alfa i omega – pierwotnie „początek i koniec”, czyli określenie Boga; obecnie: „człowiek wszystkowiedzący” lub „człowiek wszechwładny”),
- mitologii (np. janusowe oblicze, czyli dwulicowość, fałszywość),
- literaturze (np. dantejskie sceny – odniesienie do obrazu piekła w Boskiej komedii Dantego Alighieriego; obecnie: „straszne wydarzenia”, „przerażające zajścia”),
- historii (np. pójść do Kanossy – nawiązanie do wydarzeń z roku 1077; obecnie: „pójść z przeprosinami”, „pokajać się”),
- dawnych obyczajach (np. podać czarną polewkę = odrzucić oświadczyny, rzucić rękawicę = wyzwać na pojedynek),
- życiu codziennym (np. stanąć kością w gardle, siedzieć z założonymi rękami, z niejednego pieca chleb jeść),
- wyrażeniach gwarowych i slangowych (np. poczta pantoflowa z gwary warszawskiej).

Współcześnie nowe frazeologizmy powstają głównie w grupach zawodowych i subkulturach oraz kształtują się pod wpływem kultury popularnej.